# Halloy (Oise)
Halloy is een gemeente in het Franse departement Oise (regio Hauts-de-France) en telt 471 inwoners (1999). De plaats maakt deel uit van het arrondissement Beauvais.

## Geografie
De oppervlakte van Halloy bedraagt 3,8 km², de bevolkingsdichtheid is 123,9 inwoners per km².
De onderstaande kaart toont de ligging van Halloy (Oise) met de belangrijkste infrastructuur en aangrenzende gemeenten.

## Demografie
Onderstaande figuur toont het verloop van het inwonertal (bron: INSEE-tellingen).